# Bodasjön, Värmland
Bodasjön är en sjö i Årjängs kommun i Värmland och ingår i Göta älvs huvudavrinningsområde. Sjön är 7,2 meter djup, har en yta på 0,311 kvadratkilometer och är belägen 181,4 meter över havet.

## Delavrinningsområde
Bodasjön ingår i det delavrinningsområde (658903-130640) som SMHI kallar för Utloppet av Älgsjön. Medelhöjden är 209 meter över havet och ytan är 11,93 kvadratkilometer. Räknas de 6 avrinningsområdena uppströms in blir den ackumulerade arean 40,96 kvadratkilometer. Lillälven (Börkusälven) som avvattnar avrinningsområdet har biflödesordning 3, vilket innebär att vattnet flödar genom totalt 3 vattendrag innan det når havet efter 281 kilometer. Avrinningsområdet består mestadels av skog (85 procent). Avrinningsområdet har 1,58 kvadratkilometer vattenytor vilket ger det en sjöprocent på 13,2 procent.